# Jeremy Miles
Jeremy Miles MS là chính khách Đảng Lao động Wales và Đảng Hợp tác, là nghị sĩ Senedd cho khu vực Neath. Ông là thành viên của Chính phủ Wales, nơi ông là Tổng cố vấn cho xứ Wales và Bộ trưởng Brexit.

## Tuổi thơ
Ông sinh ra và lớn lên ở Pontarddulais gần Swansea, miền nam xứ Wales và là một người nói tiếng xứ Wales, được giáo dục tại một trường toàn diện song ngữ - Ysgol Gyfun Ystalyfera ở Thung lũng Swansea. Ông tốt nghiệp trường New College, Đại học Oxford, nơi ông đọc luật. Sau khi tốt nghiệp, ông dạy luật tại Trung tâm nghiên cứu pháp lý tiếng Anh, Đại học Warsaw.
Ông trở về Vương quốc Anh và hành nghề luật sư ở London ban đầu, sau đó giữ các chức vụ thương mại và pháp lý cao cấp trong các doanh nghiệp ngành truyền thông bao gồm ITV và với hãng phim và phim truyền hình Mỹ, NBC Universal, có trụ sở tại London.
Ông đã đứng không thành công với tư cách là ứng cử viên Lao động trong ghế Bảo thủ an toàn của Beaconsfield tại cuộc tổng tuyển cử năm 2010. Jeremy cũng đứng trong cuộc tuyển chọn Lao động cho Aberavon năm 2014, mất quyền lựa chọn cho Stephen Kinnock chỉ bằng một phiếu bầu.
Sau khi trở về sống ở South Wales, ông đã thành lập công ty tư vấn kinh doanh riêng của mình làm việc với các khách hàng quốc tế trong lĩnh vực phát thanh và kỹ thuật số.